# Масляново
Масляново — исчезнувшая деревня в Омском районе Омской области. Располагалась на территории современного Андреевского сельского поселения. Точная дата упразднения не установлена.

## География
Располагалась в 10 км к северо-востоку от села Андреевка.

## История
Основана в 1911 г. В 1928 г. деревня Масляновка состояла из 42 хозяйств, входила в состав Половинского сельсовета Корниловского района Омского округа Сибирского края.

## Население
По переписи 1926 г., в деревне проживало 200 человек (98 мужчин и 102 женщины), преимущественно латыши.